# فدیکیه
فدیکیه از فرقه‌های منشعب شده از خوارج هستند که به پیروی از ابوفدیک پرداختند. این فرقه از نجدیه و به همراه عطویه شکل گرفته‌است. این فرقه تنها در نواحی بحرین شکل گرفته بود و برخلاف سایر فرق خوارج، در بصره اثری از آن وجود نداشت.

## رهبر فرقه
عبدالله بن ثوربن سلمه حروری مشهور به بوفُدیًکک از سران فرقه خوارج بود که به سال ۷۳ ه‍.ق از دنیا رفت. وی از تیره بنی سعد بن قیس بود. پس از آنکه خوارج از عبدالله بن زبیر جدا شدند، گروه‌هایی از خوارج به مناطق مختلف شتافتند. ابوفدیک نیز به یمامه عزیمت کرد. وی در یمامه به نجده بن عامر روی آورد و او را امیرالمؤمنین خواند. با گذشت زمان و تسلط نجده بر مناطق مختلفی چون بحرین، خوارج وی را از خلافت (به جهت پیامدهایی که از اعمال سوء او دیدند) خلع کرده و ابوفدیک را به جایش نشاندند. ابوفدیک نیز در سال ۷۲ نجده را به قتل رسانید. وی در نهایت در جنگی با امویان به سال ۷۳ ه‍.ق در بحرین، کشته شد.